# Sirens
A Sirens az amerikai Savatage együttes debütáló albuma, mely 1983. április 11-én jelent meg az Egyesült Államokban. Angliában csak júliusban került a boltok polcaira. Eredetileg a Combat Records jelentette meg, de később számos újrakiadása is megjelent különböző kiadóknál. Zeneileg még leginkább a heavy metal együttesek nyomán haladtak, nélkülözve a későbbi progresszív megközelítést. Az album már egy egyéni stílusú zenekar képét mutatta, mely főleg Jon Oliva hangjára, és Criss Oliva gitárjátékára épült. A lemez nagy hatást gyakorolt az amerikai típusú power metalra. A kiadvány leghíresebb dala, a lemeznyitó "Sirens", mely az együttes későbbi koncertprogramjában is rendszeresen szerepelt, és egyfajta "power metal himnusszá" vált.

## Történet
A lemez producere Dan Johnson volt, akinek lemezkiadójával a Combat Records-szal 1982-ben kötött szerződést a zenekar. Az együttműködés első kiadványa egy demóanyag volt, mely City Beneath the Surface címmel jelent meg, még Avatar néven. Az Avatar kifejezést azonban nem használhatták, mivel már létezett egy ilyen nevű formáció. Így felvették a Savatage nevet, melyet Criss Oliva barátnője, későbbi felesége Dawn Hopkins ajánlott. Már ez a név alatt jelentettek meg még egy demót, melyen már szerepeltek számok a debütlemezről is. Az első album felvételei a floridai Tampa városban zajlottak, a Morrisound stúdióban. A felvételek már 1982-ben befejeződtek, és az összköltségvetés mindössze 2.500 dollár volt. A felvételek során az 1984-ben megjelent The Dungeons Are Calling kiadványhoz is rögzítettek dalokat.
A Sirens, Twisted Little Sister és Out on the Streets dalok már a korábbi demóikon is hallhatóak voltak. Minden szám megírásában részt vett Jon Oliva és Criss Oliva.

## Újrakiadások és feldolgozások
Újrakiadások:
Az első újrakiadás 1988-ban jelent meg CD-n a Music for Nations kiadónál. A teljes albumhoz a Dungeons Are Calling EP hanganyagát is társították. 1994-ben majd 2002-ben a Metal Blade újra kiadta az albumot. Mindkét újrakiadás tartalmazott bónuszdalokat.
1994-es kiadás bónuszdalai:
1. Lady in Disguise – 4:36
2. The Message – 3:38

2002-es kiadás bónuszdalai:
1. Target – 4:20 (Demo verzió a Gutter Ballet albumról)
2. Living on the Edge of Time – 3:55

A kiadáson szerepel egy rejtett szám is.
Feldolgozások:
- Az Out on the Streets című szám az 1986-ban megjelent Fight for the Rock albumra is felkerült.
- A Scream Murder című számot a Vanquishes nevű amerikai progresszív metal együttes feldolgozta a Speed Metal Demon albumán.
- A Holocaust című számot az amerikai Six Feet Under death metal együttes dolgozta fel a Graveyard Classics albumán.

## Az album dalai
|    | Cím                   | Szerző(k)                             | Hossz |
| -- | --------------------- | ------------------------------------- | ----- |
| 1. | Sirens                | Jon Oliva, Criss Oliva                | 3:43  |
| 2. | Holocaust             | Jon Oliva, Criss Oliva                | 4:34  |
| 3. | I Believe             | Jon Oliva, Criss Oliva                | 5:25  |
| 4. | Rage                  | Criss Oliva, Jon Oliva                | 2:42  |
| 5. | On The Run            | Criss Oliva, Jon Oliva, Steve Walchoz | 3:33  |
| 6. | Twisted Little Sister | Criss Oliva, Jon Oliva, Keith Collins | 3:39  |
| 7. | Living For the Night  | Criss Oliva, Jon Oliva                | 3:20  |
| 8. | Scream Murder         | Jon Oliva                             | 3:50  |
| 9. | Out On The Streets    | Criss Oliva, Jon Oliva                | 5:15  |

| 11. | Lady In Disguise | Criss Oliva, Jon Oliva | 4:34 |
| 12. | The Message      | Jon Oliva, Criss Oliva | 3:38 |

| 11. | Target ((Demó))                     | Jon Oliva, Criss Oliva | 4:20 |
| 12. | Living On the Edge of Time ((Demó)) | Jon Oliva, Criss Oliva | 3:53 |
| 99. | Hidden Track                        | Jon Oliva, Criss Oliva | 2:17 |

## Dalok jelentése
- A Sirens a görög mitológiában szereplő Szirénekre utal.
- A Holocaust a Tömegpusztító fegyverek vezette háborukról szól.
- Az I Believe egy sci-fi történetet mesél el egy halálraítélt bolygóról.
- A Living for the Night a valóság előli menekvést valamint a politikai tehetetlenséget mutatja be.

## Közreműködők
- Jon Oliva – ének
- Criss Oliva – gitár, vokál
- Keith Collins – basszusgitár, vokál
- Steve Wacholz – dob, ütőhangszerek

## Az album fogadtatása és hatása
A német Rock Hard magazin a metal történelem egyik klasszikusának nevezte az albumot.
Az album talán legismertebb dalai a Sirens és a Holocaust, melyek klasszikusokká váltak a zenekar történetében, és étvizedek után is játszották őket a koncerteken. Különösen a Sirenst, mely az együttes utolsó, 2002-es turnéján is felhangzott. A lemez fogadtatása igen pozitív volt, az AllMusic négy csillagot adott rá az ötből, a Toph Morris pedig ötöt.